# Averbode
Averbode est une section de la ville belge de Montaigu-Zichem située en Région flamande dans la province du Brabant flamand. L'abbaye d'Averbode est située à environ 10 kilomètres de l'Abbaye de Tongerlo. Elles sont toutes les deux de l'ordre des chanoines prémontrés fondés par Saint-Norbert. C'était une commune à part entière avant la fusion des communes de 1977.

## Évolution démographique
- Sources : INS, Rem. : 1831 jusqu'en 1970 = recensements, 1976 = nombre d'habitants au 31 décembre.
- Averbode fut érigé en 1928 comme commune à part entière par scission de territoires de Zichem et Testelt